# Maytenus curtisii
Maytenus curtisii là một loài thực vật thuộc họ Celastraceae. Loài này có ở Malaysia và Thái Lan. Chúng hiện đang bị đe dọa vì mất môi trường sống.